# Agua (Tainy & J Balvin)
Agua (Nederlands: water) is een nummer van de Puerto Ricaanse producer Tainy en de Colombiaanse zanger J Balvin uit 2020. Het afkomstig van de soundtrack van de animatiefilm The SpongeBob Movie: Sponge on the Run.
In het nummer is de intro van SpongeBob SquarePants gesampled. J Balvin zei dat het nummer "vrolijk is en veel blijheid kent, wat we nodig hebben in deze tijden", doelend op de coronapandemie. "Agua" werd vooral een hit in Spanje, waar het de nummer 1-positie bereikte. In Nederland had het nummer minder succes met een 11e positie in de Tipparade.